# Willem Albertus van Es
Willem Albertus van Es (* 1. April 1934 in Groningen), verkürzt meist Wim van Es, ist ein niederländischer Archäologe. Er war langjähriger Direktor des Rijksdienst voor het Oudheidkundig Bodemonderzoek (deutsch: „Reichsdienst für altertumskundliche Bodenuntersuchungen“) und Ausgräber von Dorestad.

## Biographie
Wim van Es studierte bis 1959 Klassische Archäologie, Alte Geschichte und Vor- und Frühgeschichte an der Reichsuniversität Groningen. Von 1956 bis 1965 arbeitete als studentische Hilfskraft und später wissenschaftlicher Mitarbeiter am Biologisch-archäologischen Institut von Albert Egges van Giffen. Von 1957 bis 1958 war er am Drents Museum in Assen und von 1962 bis 1965 am Groninger Museum angestellt. Hierdurch war er an den Ausgrabungen eines germanischen Gehöftes in Wijster beteiligt, durch die viele bisherige Vorstellungen über die germanische Wirtschafts- und Lebensweise revidiert werden mussten. 1967 wurde Van Es mit einer Arbeit aus diesem Themenbereich promoviert.
Von 1965 bis 1988 war er Direktor des Rijksdienst voor het Oudheidkundig Bodemonderzoek. In dieser Funktion war er einer der Architekten der niederländischen Bodendenkmalpflege, welche mit der Anerkennung von Bodendenkmälern bei der Verabschiedung des Monumentenwet (Denkmalschutzgesetz) 1988 ihren größten Erfolg feierte. In diesen Jahrzehnten grub er in Dorestad und publizierte mit De Romeinen in Nederland ein für Jahrzehnte gültiges Standardwerk über die Niederlande in römischer Zeit.
Neben seinen archäologischen und denkmalpflegerischen Tätigkeiten lehrte Van Es seit 1968 an der Freien Universität Amsterdam Ur- und Frühgeschichte, wobei er sich um eine Überwindung der Grenzen zwischen Vor- und Frühgeschichte und Klassischer Archäologie bemühte.
Willem van Es ist seit 1978 Mitglied der Königlich Niederländischen Akademie der Wissenschaften. Ferner ist er Ehrendoktor der Katholischen Universität Löwen sowie
ordentliches Mitglied des Deutschen Archäologischen Instituts. In den Niederlanden wurde nach ihm der „W. A.-van-Es-Preis“ für junge Archäologen benannt.

## Schriften (Auswahl)
- De Romeinse muntvondsten uit de drie noordelijke provincies. Een periodisering der relaties. Groningen 1960
- mit Annie Nicolette Zadoks-Josephus Jitta: Muntwijzer voor de Romeinse tijd. Koninklijk Penningkabinet, Den Haag 1962.
- Wijster, a Native Village Beyond the Imperial Frontier. Dissertation, Groningen 1967
- mit Annie Nicolette Zadoks-Josephus Jitta und Wilhelmus Johannes Theodorus Peters: Roman bronze statuettes from the Netherlands 1. Statuettes found North of the Limes. JB Wolters, Groningen 1967.
- mit Annie Nicolette Zadoks-Josephus Jitta und Wilhelmus Johannes Theodorus Peters: Roman bronze statuettes from the Netherlands 2. Statuettes found South of the Limes. JB Wolters, Groningen 1969.
- De Romeinen in Nederland. Haarlem 1972
- Ländliche Siedlungen der Kaiserzeit in den Niederlanden. Amersfoort 1982
- Archeologie in Nederland. Amsterdam 1988
- Romeinen, Friezen en Franken in het hart van Nederland. Van Traiectum naar Dorestat (50 v. Chr. – 950 n. Chr.). Utrecht 1994
- mit W. J. H. Verwers: Aufstieg, Blüte und Niedergang der frühmittelalterlichen Handelsmetropole Dorestad. In: Klaus Brandt, Michael Müller-Wille und Christian Radtke (Hrsg.): Haithabu und die frühe Stadtentwicklung im nördlichen Europa. Neumünster 2002, ISBN 3-529-01812-0, S. 281–301.
- mit W. J. H. Verwers: Excavations at Dorestad. Amersfort 2009.